# Ny Avana Ramanantoanina
Ny Avana Ramanantoanina, född 1891 i Ambatofotsy norr om Madagaskars huvudstad Antananarivo, död i Antananarivo 1940, var en madagaskisk poet, författare, dramatiker, redaktör och politisk aktivist.
Ny Avana tillhörde inledningsvis, med bland annat Jasmina Ratsimiseta, en generation författare på Madagaskar som har kallats för "de äldre", och som var bland de första som skrev litteratur på malagassiska. Han kom senare även att tillsammans med Jean-Joseph Rabearivelo och Charles Rajoelisolo tillhöra en litterär trio som väckte stor framgång på Madagaskar under 1900-talets första hälft, i synnerhet med en ny tidskrift med malagassisk poesi. Ny Avanas poesi, som blandar melankoli med nationalism, skrevs bland annat på Mayotte under 1910-talet, då han tvingades i exil på grund av sin politiska aktivism. Han är hågkommen för att ha varit en av de första madagaskiska poeterna att väva in politiska budskap i sina verk.

## Författarskap
Ny Avana publicerade sin poesi på malagassiska i olika tidskrifter under 1920- och 1930-talen. Poesin kännetecknas av en melankolisk stämning blandad med politisk nationalism, och han var en av de första madagaskiska författarna att blanda in politiska budskap i sina verk. Verken gavs inte ut i bokform under Ny Avanas liv, och när tidskrifterna slutade cirkulera på 1950-talet blev Ny Avanas poesi under lång tid betydligt mindre läst, i synnerhet eftersom en ny generation madagaskiska poeter gick över till att skriva på franska, för att få större internationell uppmärksamhet. Många av verken kom inte i tryck igen förrän på 1980-talet.
Ny Avana tillhörde tillsammans med bland andra Alfred Ramandiamanana, Auguste Rajon, Ramaholimihaso och Jasmina Ratsimiseta generationen som föregick poeter som Jean-Joseph Rabearivelo, och som av madagaskiska forskare har kallats för "de äldre". Tillsammans med Rabearivelo och Charles Rajoelisolo kom han dock att bilda en litterär trio, som blev framgångsrik på Madagaskar, och i synnerhet när de 5 augusti 1931 grundade tidskriften Ny Fandrosoam-baovao (Den nya framgången), en tidskrift på malagassiska som skulle främja poesin och ge en skjuts framåt för det malagassiska språket. Tidskriften lade en grund för en ny madagaskisk poesi, som återknöt till en förfluten litterär tradition, och som kallades "Mitady ny very", tillsammans med bland andra Rajaonah Tselatra, Daondavitra, Tanicus, Mandiavato, Farahalo och Robert Ratsimbazafy, utöver Ny Avana och Rabearivelo.

## Politisk aktivism
Ny Avana var även politiskt aktiv i Vy Vato Sakelika (V.V.S), en nationalistisk rörelse som motsatte sig den franska kolonialmakten. När rörelsen förbjöds på Madagaskar under 1910-talet tvingades han i exil på ön Mayotte, där han även skrev stora delar av sina verk.

## Arv och eftermäle
1977 hedrades Ny Avana genom att avbildas på ett madagaskiskt frimärke.